# Праведна Русија
Праведна Русија (рус. Справедливая Россия — СР) је руска политичка странка левог центра.
Странка "Праведна Русија" (СР) је формирана 28. октобра 2006, после спајања политичких странака: Родина, Руска партија живота, Руска партија пензионера и још 6 мањих странака.
Странка "Праведна Русија" (СР) заговара развијање државе благостања, која би гарантовала политичку демократију, права и слободе појединца. Од 2006. до 2011. председник странке је био Сергеј Миронов, а од 2011. Николај Левичев.
На парламентарним изборима 2007. странка "Праведна Русија" (СР) је освојила 5.383.639 (7,74%) гласова и 38 посланика у Думи.
На парламентарним изборима 2011. странка "Праведна Русија" (СР) је побољшала свој рејтинг са 8.695.522 (13,24%) гласова и 64 посланика у Думи.
На парламентарним изборима 2016. странка "Праведна Русија" (СР) осваја најлошији резултат од оснивања странке и осваја 3.275.053 (6,22%) гласова и 23 посланика у Думи.